# Tipula (Tipula) loeffleri
Tipula (Tipula) loeffleri is een tweevleugelige uit de familie langpootmuggen (Tipulidae). De soort komt voor in het Afrotropisch gebied.